# Laguna Itzán
Laguna Itzán är en sjö i Guatemala.   Den ligger i departementet Petén, i den norra delen av landet, 210 km norr om huvudstaden Guatemala City. Laguna Itzán ligger 121 meter över havet. I omgivningarna runt Laguna Itzán växer i huvudsak städsegrön lövskog.